# Afghanistankomiteen
Afghanistankomiteen i Norge (ofte bare Afghanistankomiteen eller AiN) er en norsk hjælpeorganisation, som driver diverse nødhjælpsprojekter i Afghanistan.
Komiteen, som er tværpolitisk, blev oprettet efter Sovjetunionens besættelse af landet i 1979. Siden 1986 har organisationen været permanent til stede i Afghanistan, og arbejder blandt andet med opbygning af landets infrastruktur, samt miljø og uddannelses- og sundhedssektorerne.

## Fodnoter
1. ↑  "Om AiN". Arkiveret fra originalen 10. maj 2007. Hentet 11. maj 2007.